# Nejvyšší hory Britské Kolumbie

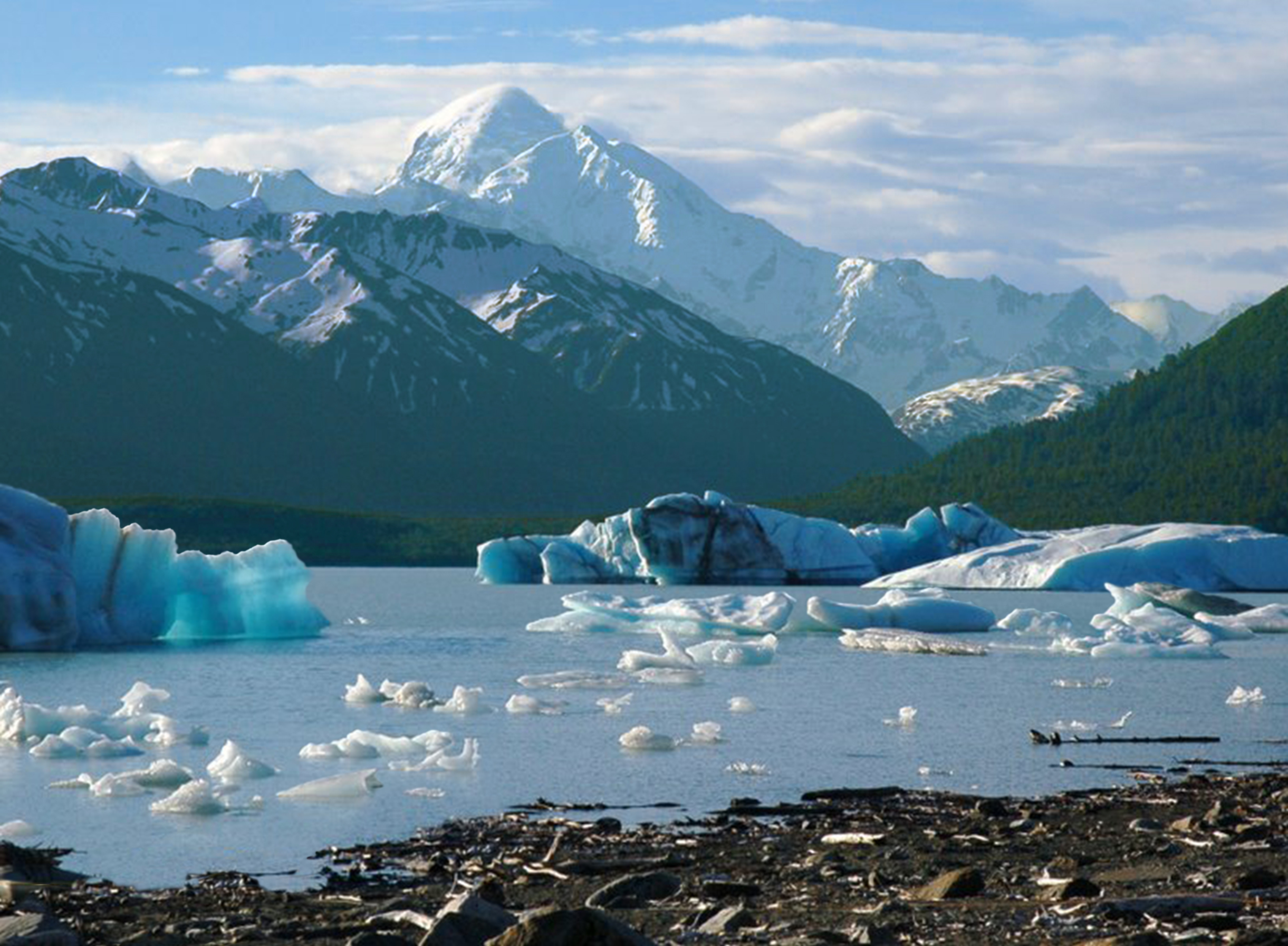
Mount Fairweather

Nejvyšší hory Britské Kolumbie. Britská Kolumbie leží na západě Kanady. Je nejhornatější provincií, respektive regionem Kanady.
Na západě Britské Kolumbie se rozkládá rozsáhlé, 1 600 kilometrů dlouhé horské pásmo Pobřežních hor. To se od severu dělí na tři hlavní horská pásma: Boundary Ranges, Kitimat Ranges a Pacific Ranges, které tvoří desítky dalších pohoří. Nejvyšší horou Pobřežních hor je Mount Waddington (4 019 m).
Do nejseverozápadnějšího výběžku Britské Kolumbie zasahuje z Aljašky a Yukonu pohoří sv. Eliáše. Zde leží nejvyšší hora Britské Kolumbie Mount Fairweather (4 671 m).
Směrem na východ od Pobřežních hor se rozkládají náhorní plošiny a tzv. Vnitřní hřbety. Tuto oblast tvoří horské hřbety a náhorní plošiny jako jsou Stikine Mountains nebo Fraserova tabule. Dále na východ se rozkládá rozlehlé Kolumbijské pohoří tvořené čtyřmi horskými pásmy: Cariboo Mountains, Monashee Mountains, Selkirkovo pohoří a Purcellovo pohoří. Nejvyšší horou Kolumbijských hor je Mount Sir Sandford (3 519 m). Údolí Trench Valley odděluje Kolumbijské hory od Kanadských Skalnatých hor, které se rozkládají na hranici s provincií Alberta. Nejvyšší horou Kanadských Skalnatých hor je Mount Robson (3 959 m).

## 15 nejvyšších hor Britské Kolumbie

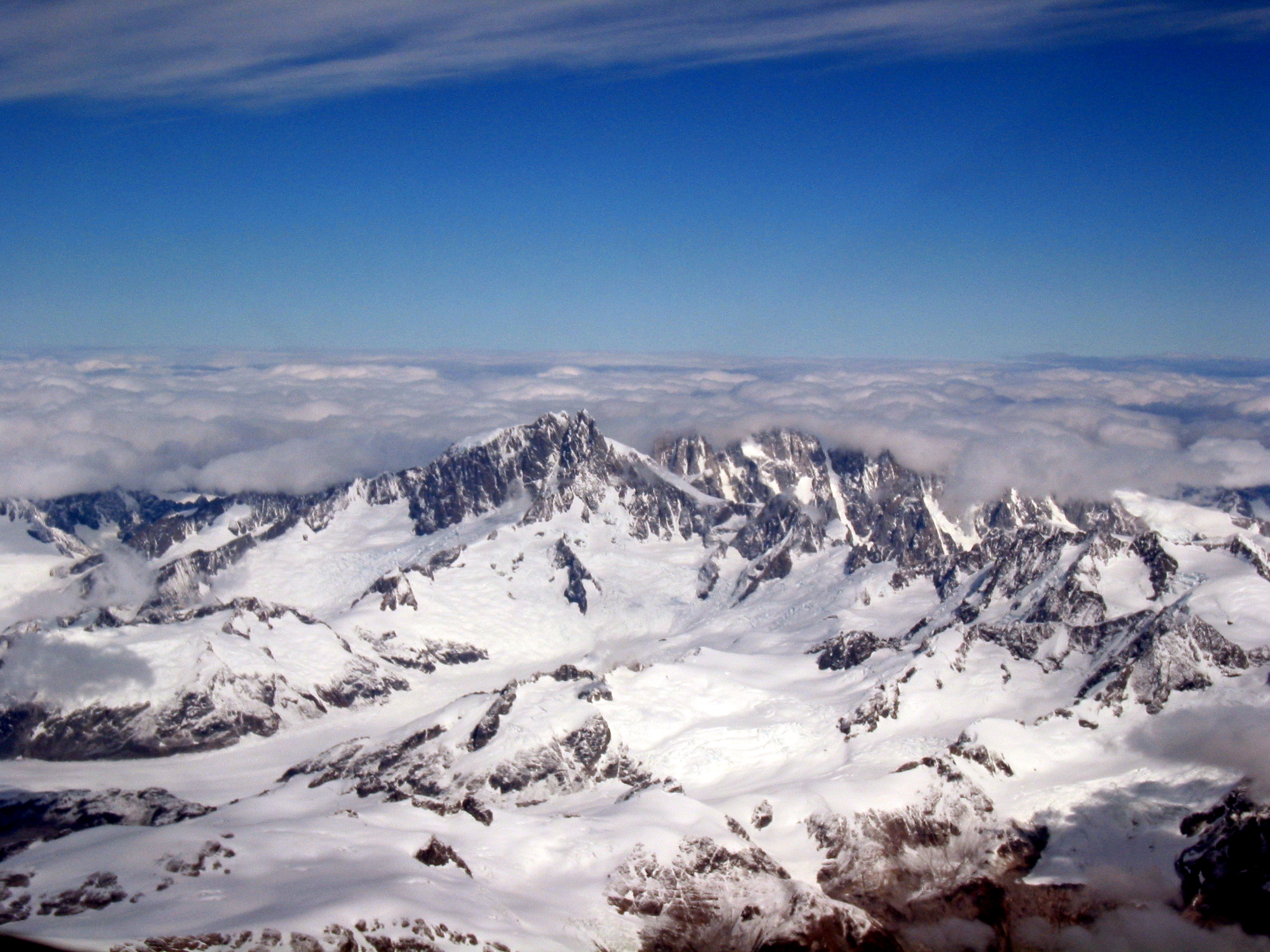
Mount Waddington

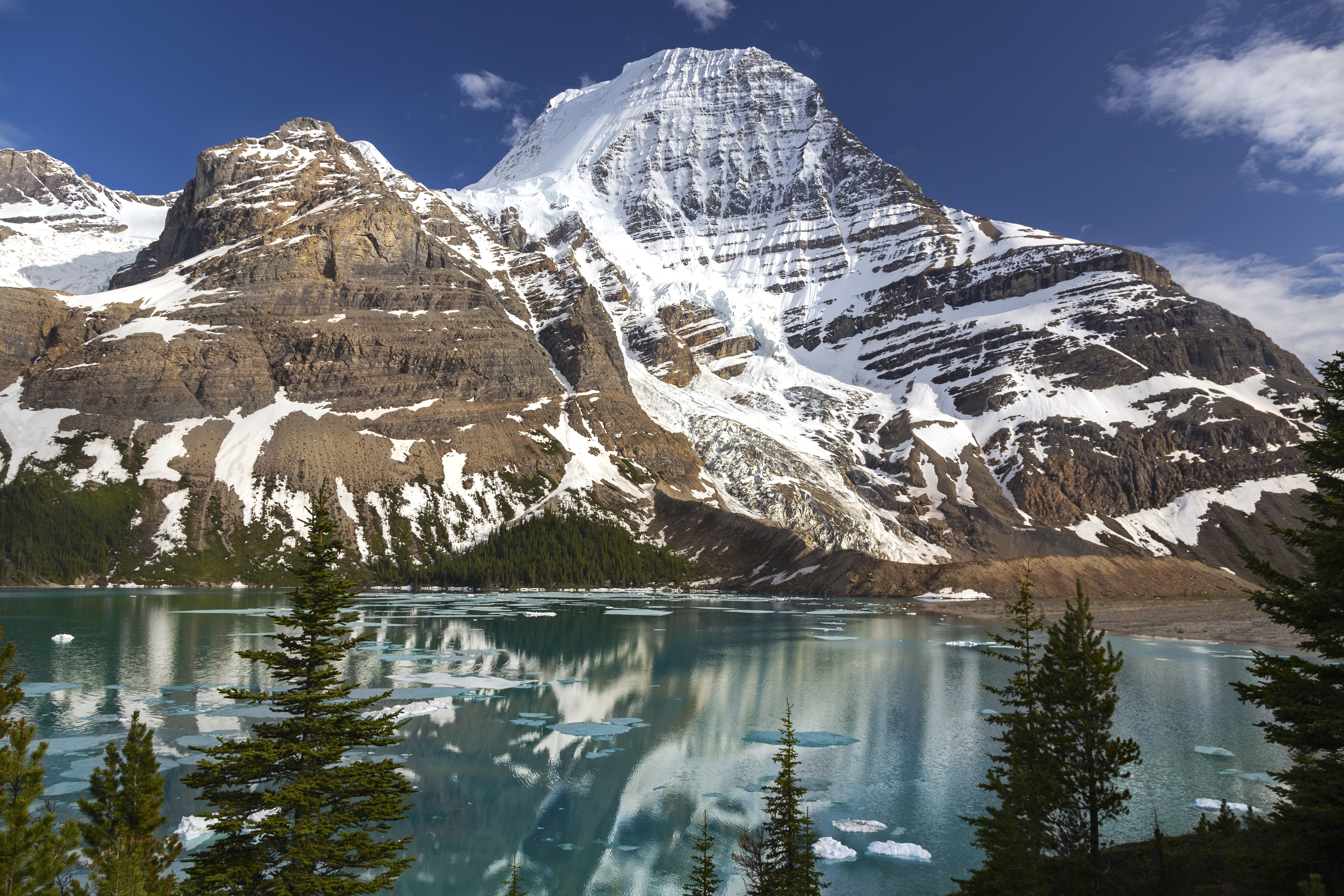
Mount Robson

Ve výčtu hor jsou zastoupeny pouze vrcholy s prominencí vyšší než 500 metrů.
|    | Vrchol                    | Pohoří            | Výška (m) | Prominence (m) | Izolace (km) |
| -- | ------------------------- | ----------------- | --------- | -------------- | ------------ |
| 1  | Mount Fairweather         | pohoří sv. Eliáše | 4 671     | 3 951          | 200,3        |
| 2  | Mount Waddington          | Pacific Ranges    | 4 019     | 3 279          | 157,6        |
| 3  | Mount Robson              | Skalnaté hory     | 3 959     | 2 819          | 459,5        |
| 4  | Mount Root                | pohoří sv. Eliáše | 3 928     | 888            | 8            |
| 5  | Mount Tiedemann           | Pacific Ranges    | 3 838     | 838            | 2,7          |
| 6  | Mount Columbia            | Skalnaté hory     | 3 741     | 2 361          | 157,6        |
| 7  | Mount Clemenceau          | Skalnaté hory     | 3 664     | 1 484          | 35,9         |
| 8  | Mount Assiniboine         | Skalnaté hory     | 3 616     | 2 082          | 141,8        |
| 9  | Mount Goodsir             | Skalnaté hory     | 3 567     | 1 907          | 64           |
| 10 | Monarch Mountain          | Pacific Ranges    | 3 555     | 2 915          | 70,8         |
| 11 | Mount Sir Sandford        | Selkirkovo pohoří | 3 519     | 2 703          | 61,6         |
| 12 | Mount Sir Wilfrid Laurier | Cariboo Mountains | 3 516     | 2 728          | 51,2         |
| 13 | Mount Bryce               | Skalnaté hory     | 3 500     | 1 264          | 13,8         |
| 14 | Mount Lyell               | Skalnaté hory     | 3 498     | 1 078          | 15,8         |
| 15 | Mount Farnham             | Purcellovo pohoří | 3 493     | 2 161          | 72,5         |

## 5 hor s nejvyšší prominencí

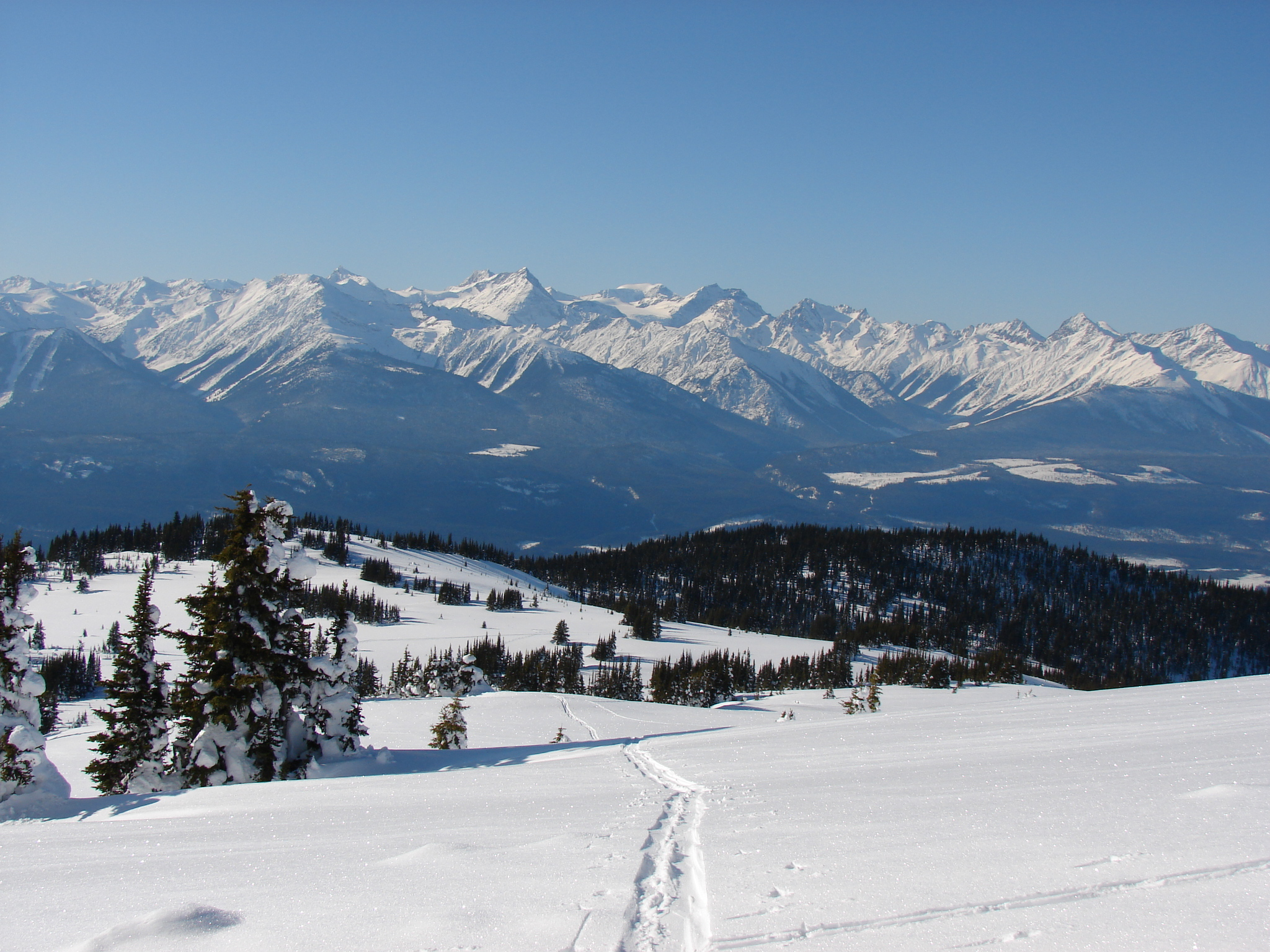
Cariboo Mountains

Vrcholy s nejvyšší prominencí.
|   | Vrchol                    | Pohoří            | Výška (m) | Prominence (m) | Izolace (km) |
| - | ------------------------- | ----------------- | --------- | -------------- | ------------ |
| 1 | Mount Fairweather         | pohoří sv. Eliáše | 4 671     | 3 951          | 200,3        |
| 2 | Mount Waddington          | Pacific Ranges    | 4 019     | 3 279          | 157,6        |
| 3 | Monarch Mountain          | Pacific Ranges    | 3 555     | 2 915          | 70,8         |
| 4 | Mount Robson              | Skalnaté hory     | 3 959     | 2 819          | 459,5        |
| 5 | Mount Sir Wilfrid Laurier | Cariboo Mountains | 3 516     | 2 728          | 51,2         |

## 10 nejvyšších vrcholů s prominencí vyšší než 100 metrů

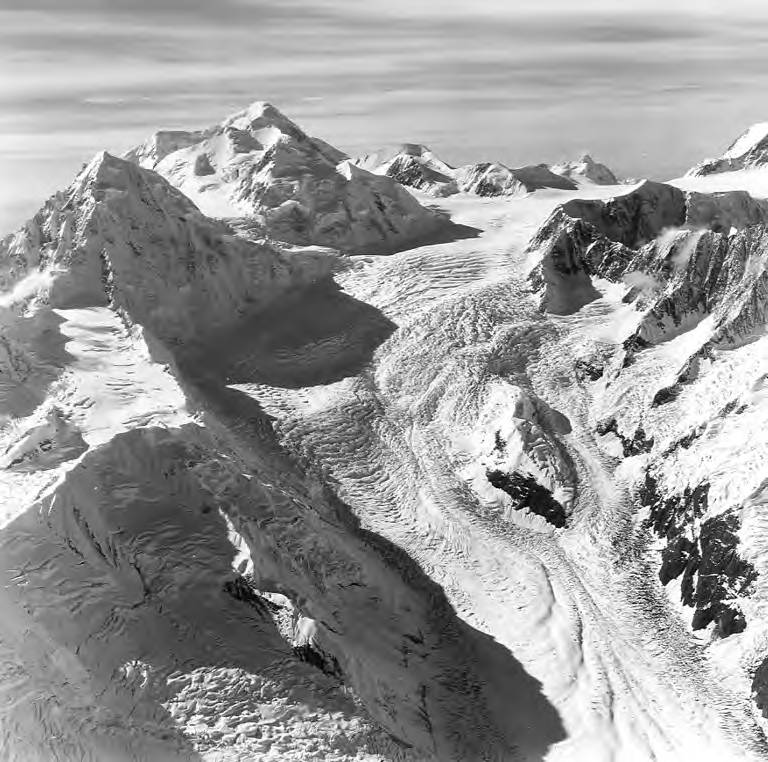
Mount Quincy Adams vpravo

Ve výčtu hor jsou zastoupeny pouze vrcholy s prominencí vyšší než 100 metrů.
|    | Vrchol                       | Pohoří            | Výška (m) | Prominence (m) | Izolace (km) |
| -- | ---------------------------- | ----------------- | --------- | -------------- | ------------ |
| 1  | Mount Fairweather            | pohoří sv. Eliáše | 4 671     | 3 951          | 200,3        |
| 2  | Mount Quincy Adams           | pohoří sv. Eliáše | 4 150     | 410            | 2,8          |
| 3  | Mount Waddington             | Pacific Ranges    | 4 019     | 3 279          | 157,6        |
| 4  | Mount Robson                 | Skalnaté hory     | 3 959     | 2 819          | 459,5        |
| 5  | Mount Root                   | pohoří sv. Eliáše | 3 928     | 888            | 8            |
| 6  | Mount Tiedemann              | Pacific Ranges    | 3 838     | 838            | 2,7          |
| 7  | Mt. Fairweather-Northeast P. | pohoří sv. Eliáše | 3 789     | 249            | 2,3          |
| 8  | Combatant Mountain           | Pacific Ranges    | 3 762     | 242            | 0,5          |
| 9  | Mount Columbia               | Skalnaté hory     | 3 741     | 2 361          | 157,6        |
| 10 | Asperity Mountain            | Pacific Ranges    | 3 723     | 183            | 0,7          |